# Одноцветный симиас
Одноцветный симиас (лат. Simias concolor) — вид приматов из семейства мартышковых, единственный вид рода Simias. Традиционно его помещали в род Nasalis вместе с носачом, этой классификации придерживаются и некоторые современные авторы.

## Распространение
Встречается только на Ментавайских островах, где известен под именем «симакобу» на Сиберуте и «симасепсеп» на южных островах (Сипора, Пагай-Утара и Пагай-Селатан).

## Описание
Обладает достаточно плотным телосложением по сравнению с другими мартышковыми. Шерсть чёрная, лицо безволосая, хвост короткий, всего около 15 см, что выделяет его среди других представителей семейства. Нос короткий, вздёрнутый. В длину достигает 50 см, весит до 7 кг.

## Поведение
Дневное животное, практически всё время проводит на деревьях, изредка спускаясь на землю. Образует небольшие группы, от 3 до 8 особей. Группа состоит из самца, одной или нескольких самок и их потомства. Рацион состоит преимущественно из листьев, также включает фрукты и ягоды. О половом поведении известно мало.

## Статус популяции
Одноцветный симиас — один из самых редких приматов. Международный союз охраны природы присвоил этому виду охранный статус «В критической опасности».

## Подвиды
Выделяют два подвида:
- Simias concolor concolor
- Simias concolor siberu